# Embelia cordata
Embelia cordata är en viveväxtart som beskrevs av Philipson. Embelia cordata ingår i släktet Embelia och familjen viveväxter. Inga underarter finns listade i Catalogue of Life.